# Maria Mazzarello

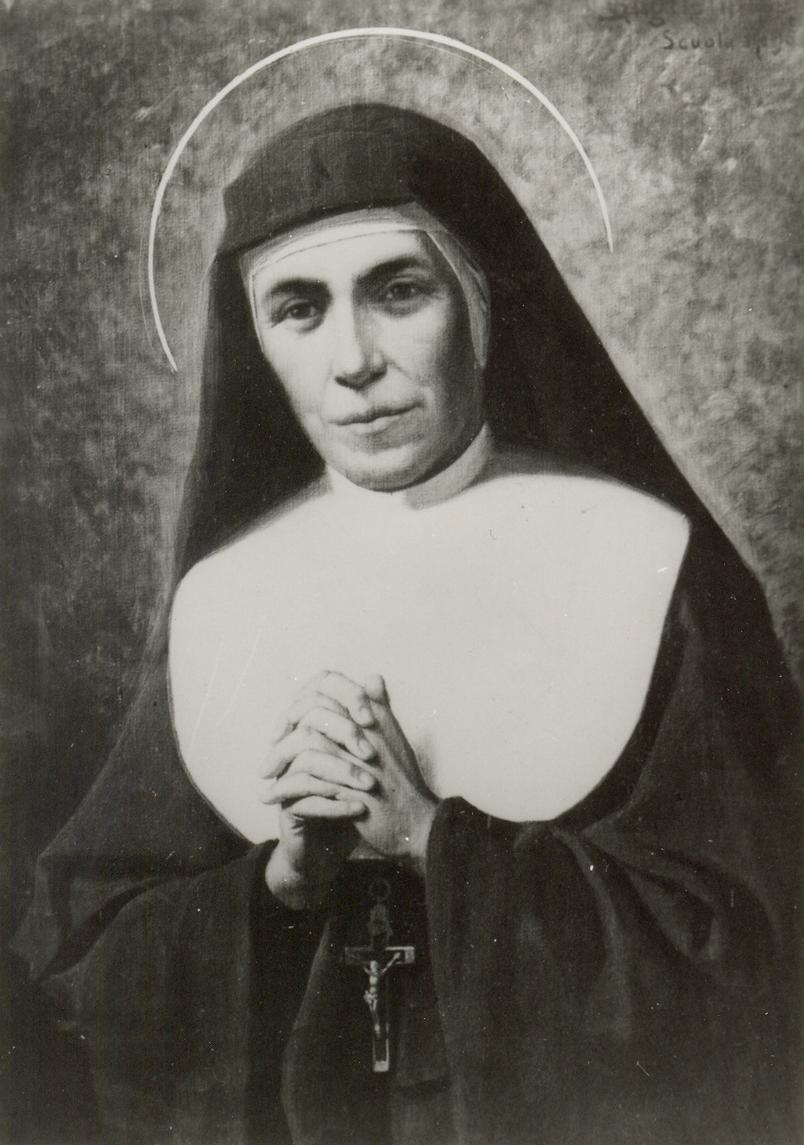
St. Maria Mazzarello

Maria Domenica Mazzarello (Mornese, 9 mei 1837 – Nizza Monferrato, 14 mei 1881) was een Italiaanse ordestichtster en is een heilige van de Katholieke Kerk.
Maria Mazzarello groeide op als oudste van tien kinderen in een landbouwersgezin. Ze was bijzonder vroom. Als jonge vrouw trok ze zich het lot aan van de meisjes in haar dorp, die al op jonge leeftijd zware arbeid moesten verrichten. Ze gaf hen catechese en richtte voor hen een naaischooltje op, waardoor de meisjes een vak konden leren. In 1860 werd ze besmet met tyfus terwijl ze zieken in haar dorp verzorgde. Ze werd zwaar ziek maar overleefde.
In 1864 bracht Don Bosco, stichter van de Salesianen van Don Bosco een bezoek aan het dorp. Maria raakte met hem in gesprek en – onder de indruk van zijn aanpak van de dingen – besloot ze in te gaan op zijn uitnodiging om een vrouwencongregatie te stichten. In 1872 was de stichting van de Dochters van Maria Hulp der Christenen (ook wel de Zusters van Don Bosco genaamd) een feit. In 1881, stierf ze stierf op 44-jarige leeftijd in het hoofdhuis van de congregatie te Nizza Monferrata. Bij haar overlijden en dus negen jaar na de stichting telde haar congregatie meer dan honderd zusters en een 50-tal novicen verspreid over 26 gemeenschappen. Na haar dood werd ze naar aanleiding van haar canonisatie bijgezet in de Basiliek Maria Hulp der Christenen te Turijn.
Maria Mazzarello werd op 21 november 1938 zalig verklaard door paus Pius XI en op 24 juni 1951 heilig verklaard door paus Pius XII. Haar feestdag is op 13 mei.